# Juliet Nicolson
Juliet Nicolson (* 9. Juni 1954) ist eine britische Autorin.  

## Leben
Juliet Nicolson wuchs in einer Familie von Literaten auf und lebte seit 1962 im Sissinghurst Castle ihrer Großeltern Vita Sackville-West und Harold Nicolson in Kent. Sie ist eine Tochter von Philippa Janet Tennyson d’Eyncourt und Nigel Nicolson. Sie hat zwei Töchter, Clemmie und Flora und lebt nun mit ihrem zweiten Mann Charles Anson in Alfriston, Sussex.
Nicolson besuchte die Benenden School für Mädchen und studierte Englisch am  St Hugh’s College für Frauen der Universität Oxford. Danach arbeitete sie in einer PR-Abteilung, heiratete und zog mit ihrem ersten Mann nach New York City. Nach der Scheidung kehrte sie mit den Töchtern nach Sissinghurst zurück.
Ihre ersten historisch-literarischen Versuche resultierten aus einer Archivarbeit für die Memoiren der Lady Annabel Goldsmith. Sie schrieb Feuilletonbeiträge für die Zeitung Spectator. Von Sackville-West hat sie eine Neuausgabe von The Edwardians herausgegeben.
Nicolson hat zwei sozialhistorische Sachbücher über England vor und nach dem Ersten Weltkrieg veröffentlicht. Ihr erster Roman Als Mrs. Simpson den König stahl ist unter den mit der britischen Oberschicht verbundenen Politikern und Literaten der  1930er Jahre angesiedelt und wiederholt schon vielfältig literarisch und filmisch verarbeitete Vorgänge um die Ehe von Wallis Simpson und König Eduard VIII. Die Feuilletonkritik erwartet eine Verfilmung auch ihres Buches durch die BBC.

## Werke
- The perfect summer: dancing into shadow – England in 1911. New York: Grove Press 2006
- The great silence, 1918–1920: living in the shadow of the Great War. London: John Murray 2009
- Abdication. New York: Atria Books, 2012 
  - Als Mrs. Simpson den König stahl. Aus dem Englischen von Hans-Christian Oeser. Insel, Berlin 2013, ISBN 978-3-458-35937-1.